# Тевтобохус
Тевтобохус (лат. Teutobochus, также лат. Theutobochus) — легендарный тевтонец либо кимвр, чьи гигантские кости были, якобы, обнаружены в 1613 году во Франции. Полемика между сторонниками и противниками человеческого происхождения этих останков продолжалась несколько столетий. В настоящее время считается, что они принадлежали динотерию. К настоящему времени останки «Тевтобохуса» утрачены.

## Обнаружение и полемика 1613—1618 годов

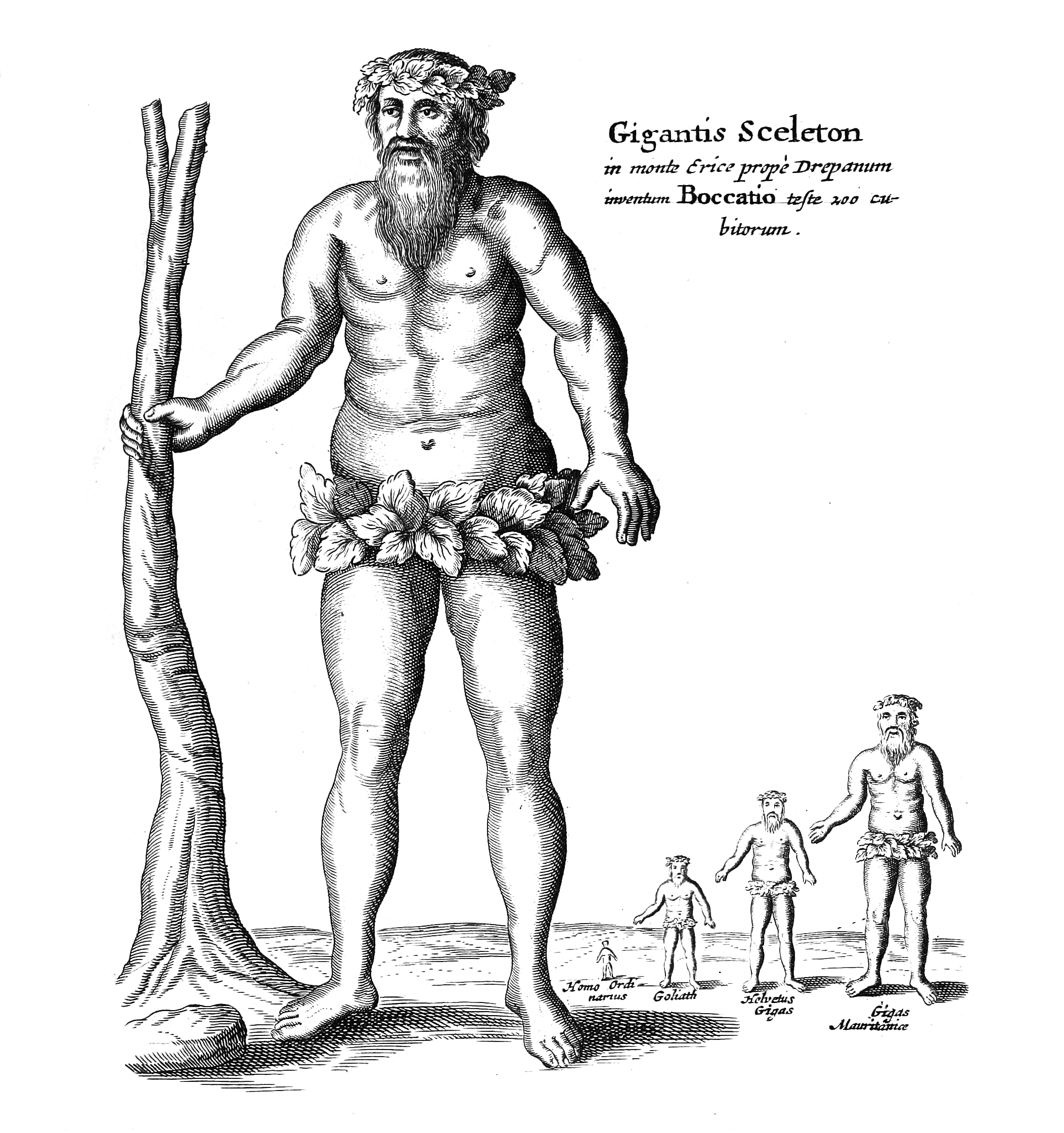
По предположению Афанасия Кирхера, высказанному в книге Mundus Subterraneus (1665), ископаемые кости принадлежали гигантам.

Гигантские кости были обнаружены 11 января 1613 года в местности, известной как «поле гиганта» (фр. Le Terroir du Geant) около руин замка маркизов Лангона во французском Дофинэ, недалеко от деревни Монтриго. Сообщалось, что некий каменщик обнаружил каменное захоронение 30 футов в длину и 12 футов в ширину. В нём он обнаружил целый скелет более 25 футов длины и 10 футов в плечах. Местный хирург Пьер Мазуйе и деревенский чиновник Давид Бертран произвели первичный осмотр и обнаружили различные предметы, в том числе монеты и надпись «Teutobochus Rex». Эрудированный хирург предположил, что речь идёт о вожде тевтонов Тевтободе, разбитом Гаем Марием в 102 году до н. э. при Аквах Секстиевых. Об этом варваре писал позднеантичный историк Павел Орозий, хронику которого в 1509 году перевели на французский язык.
Обеспечив себе права на находку, Мазуйе разослал информацию о ней своим друзьям в Париже, а затем сам отправился в столицу со скелетом 20 июля. Там он был принят мэром города и хранителем королевских древностей. Маркиз Лангон поселил его в своём доме и познакомил с представителями высшей аристократии. Показ скелета приносил хорошую прибыль, а кульминацией стала его демонстрация королю Людовику XIII в покоях королевы-матери Марии Медичи в Фонтенбло. Король был впечатлён и поинтересовался у хирурга, правда ли, что такие гиганты ходили по французской земле; хирург его заверил, что так и было. Мазуйе разрешил опубликовать иезуиту Турнону памфлет «Histoire veritable du geant Theutobochus, roy des Theutons, Cimbres et Ambrosiens», который завоевал популярность парижан и выдержал три издания в первый же год. Друг Мазуйе, хирург Никола Абико (Nicolas Habicot), с энтузиазмом начал пропагандировать теорию о существовании в древности гигантов и выпустил 63-страничный памфлет «Gygantosteologie, оu Discours des os d’un géant», посвятив его королю. В нём Абико подтвердил выводы Мазуйе и дополнил их собственными анатомическими и богословским наблюдениями. Необходимо было доказать, что окаменелости являются именно костями человека. Опираясь на свои наблюдения над мощами святых, Абико утверждал, что кости со временем могут приобрести окаменелый вид и крошиться, и их структуру нельзя воспроизвести искусственно. Кости же животных, например, китов или слонов, выглядят совершенно иначе — прежде всего, по причине наличия у человека души. Из богословской сферы были привлечены рассказы о различных библейских великанах, а также рассказ Августина о великанах в Северной Африке.
В ответ за подписью «студент медицины» был издан памфлет «Gigantomachia», автором которого, как вскоре выяснилось, был Жан Риолан, будущий известный анатом. Он поставил под сомнение утверждения Абико, полагая, что кости принадлежат животному. Собственные взгляды Риолана в меньшей степени опирались на предшествующую научную и литературную традицию, и он утверждал, что строение ног слона и человека весьма сходно. Вокруг каждого из них сформировалась своя «партия», и началась одна из самых ожесточённых полемик в истории французской науки. Уровень полемики постепенно деградировал и дошёл до прямых оскорблений с обеих сторон. В частности, Риолан пришёл к выводу, что все французские хирурги (не исключая Амбруаза Паре) не более, чем коновалы, ничего не понимающие ни в медицине, ни в остеологии. В результате Риолану пришлось скрываться от мести разгневанных хирургов. В общей сложности в 1613—1618 годах было издано не менее 12 брошюр на эту тему, а кости продемонстрировали в Германии и во Фландрии.

## Разоблачение
В 1634 году находкой заинтересовался антиквар Никола-Клод Фабри де Пейреск. Он обратился за подробностями к врачу Ниволе из Сен-Марселлена. После обследования места обнаружения Ниволе отправил Пейреску отчёт, одну из монет и образец костей. В последовавшей переписке Пейреск обратил внимание на то, что надгробие подозрительным образом исчезло, а латинская надпись не характерна для германских захоронений. Он опроверг принадлежность монет эпохе Гая Мария и отметил, что такие же монеты были обнаружены в Дофинэ за несколько лет до обнаружения «Тевтобохуса». Таким образом, это дело было, очевидно, мистификацией. Обнаружение в 1634 году нескольких аналогичных захоронений окончательно убедило его в том, что останки, скорее всего, принадлежали слону.
Этот эпизод подробно проанализировал в 1812 году Жорж Кювье («Recherches sur les ossemens fossiles des quadrupèdes», т. 2) — по его мнению, кости принадлежали одному из слонов Ганнибала. О том, что кости на самом деле принадлежали Deinotherium giganteum, в 1835 году писал французский зоолог Анри-Мари Дюкроте-де-Блэнвиль; в 1984 году этот вывод подтвердил палеонтолог Леонард Гинзбург.
Данная полемика стала одним из эпизодов споров о происхождении окаменелостей и возрасте Земли, которые велись начиная с эпохи Возрождения. Гигант «Тевтобохус» долго не уходил из исторической памяти. Роберт Плот упоминает «Тевтобохуса» в своей книге «Естественная история Оксфордшира» (1677) вместе с другими известными «гигантами». Также об этом скелете писал в 1830-х годах в своей «Истории Франции» Жюль Мишле — по его словам, могучий тевтонец для своего передвижения использовал шесть лошадей и наводил ужас на римлян.